# الأدوار الجندرية في الإسلام
في الإسلام، تؤثر الكتب المقدسة والتقاليد الثقافية والفقه الإسلامي على العلاقة بين الرجل والمرأة.

يُعتبر القرآن، أقدس كتاب في الإسلام، وهو يشير إلى أن الرجال والنساء متساوون روحيًا. يذكر في سورة النساء:
لكن مفهوم المساواة هذا لم ينعكس في العديد من القوانين الصادرة عن المؤسسات القائمة على الدين الإسلامي.
لم يرد في القرآن تفاصيل محددة عن المرأة فيما يتعلق بالأدوار الجندرية. ومع ذلك، فإن الممارسة الإسلامية، تُظهر أدوار كل من الجنسين، ويرجع ذلك جزئيًا إلى أن الرجل والمرأة يحصلان أحيانًا على حقوق وتوقعات ثقافية مختلفة. يقول صحيح البخاري (9:89:252) أنه من المتوقع أن يكون الرجل «وصيًا على أسرته» في حين أنه من المتوقع أن تكون المرأة «وصية على بيت زوجها وأطفاله».
في بعض البلدان ذات الأغلبية المسلمة، تُمنع المرأة من ممارسة حقوق معينة من الناحية القانونية.

## الجنس
تقتصر الحياة الجنسية مثلما تناقشها النصوص الإسلامية عمومًا ضمن إطار الزواج بين الجنسين، وفي جميع الحالات يتم تشجيع الطهارة والعفة بصرامة. تحظر النصوص الإسلامية ممارسة الجنس أو المثلية الجنسية قبل الزواج، ولا تُشجع الإجهاض إلا في حالات الاشتباه بمخاطر طبية بالنسبة للأم. وكثيرًا ما تنفصل الحياة الجنسية في الإسلام بين الذكور والإناث، والنشاط الجنسي الزوجي وما قبل الزواج ومابعده، والنشاط الجنسي بين الجنسين مقابل النشاط الجنسي المثلي، مثلما أشار له عبد السلام ديلامي.

### الجنس بين الرجل والمرأة
تعترف التقاليد الإسلامية بالرغبات الجنسية للرجال والنساء على حد سواء. وفي كثير من النقاشات التقليدية، يكون من واجب الزوج الوفاء بسدّ احتياجات زوجته الجنسية، التي تُعدّ جزءًا من حقوقها الطبيعية بوصفها امرأة متزوجة. وكثيرًا ما تقترن هذه الحجة بتصريح مفاده أن المجتمع يعمل على منع الاضطرابات الاجتماعية (الفتنة) بهذه الطريقة. وفقًا للباحثة كيشا علي، «تركز النقاشات التقليدية على أهمية رغبة المرأة الجنسية في حين تشدّد على واجبها في سدّ رغبة زوجها الجنسية أيضًا». في حين يركز الباحثون المعاصرون على الحقوق الجنسية للمرأة ضمن إطار زواجها، محاولين إثبات أهمية متعة المرأة من خلال تسليط الضوء على فصل الجنس عن الإنجاب وأهمية النشوة الجنسية للأنثى. يشدّد الباحثون التقليديون أيضًا على أهمية وصاية الرجل بوصفها الوصاية اللازمة لحماية عفة المرأة وطهارتها في ظل رعاية الزوج.

### المغايرة والمثلية الجنسية

#### المغايرة الجنسية
يعتبر الإسلام العلاقة بين الرجل والمرأة العلاقة الوحيدة المقبولة. وفي إطار هذه العلاقة التقليدية، يُتاح للذكر المجال للتعبير عن حقوقه الجنسية أكثر من الأنثى. ثمَّة ثلاثة أنواع من العلاقات بين الجنسين: ما قبل الزواج والزواج وخارج إطار الزواج.

##### الجنس عند الزواج وقبله وخارج إطار الزواج
الجنس قبل الزواج: يُعتبر الجنس قبل الزواج أمرًا مستهجنًا بالكامل بشكل عام؛ ومع ذلك، ثمَّة قوانين صارمة على الرجال والنساء توصي بالحفاظ على عذريتهم. يُنصح الرجال والنساء بالامتناع عن الانغماس في علاقات جنسية عشوائية لمجرد إشباع رغباتهم الجسدية. ويُعدّ الزواج الوسيلة الوحيدة المقبولة للانغماس في مثل تلك العلاقات الجنسية، وما عكس ذلك فإنه يُعتبر «زنا»، وهو أحد الخطايا الرئيسية في الإسلام. في الممارسات الزوجية الإسلامية، يدفع الذكر مهرًا لزوجته، وهو أحد العناصر الأساسية للزواج. ثمة عناصر أساسية أخرى تتمثل في وجود شهود ووصي «والي». إن الزواج لا يُعتبر صحيحًا من دون صدقة وولي الأمر وشاهدان (المهر والوصي وشهود على التوالي). المهر عبارة عن مبلغ ثابت من المال أو هدية من المجوهرات أو الممتلكات يُقدم للعروس ويُصبح ملكًا لها. يتم عادةً الزواج الإسلامي في المسجد رسميًا أمام الإمام حيث يظهر الأوصياء على كلا الطرفين نيابة عنهم (عادة عن الأنثى) ويعلن الزواج بعد دفع أجر الصدقة. وهو ليس عقدًا يلزم أن يوقع عليه الطرفان.
الجنس عند الزواج: من المفترض أن الزواج أمرًا تشاركيًا بين كل زوجين (رجل وامرأة). يُسمح للرجل من الناحية الدينية بأخذ أكثر من زوجة واحدة، حتى أربع زوجات، ما دام بوسعه أن يفي حاجات كل زوجة على قدم المساواة ولا يفرق بينهن في ما يُعرف بتعدد الزوجات. تعدد الزوجات، وإن كان قانونيًا، لا يُعتبر ممارسة موصى بها في الثقافة الإسلامية إذ لا يمكن للمرأة أن يكون لها أكثر من زوج واحد.
الجنس خارج إطار الزواج: تُعتبر العلاقات الجنسية خارج إطار الزواج محظورة تمامًا في الإسلام، وتؤدي إلى عقوبة شديدة للزوج أو الزوجة مرتكب الفعل، وذلك بناءً على دليل صارم على مشاركتهما في علاقة جنسية. يقدم في الدليل أربعة شهود من الذكور أو ثمانية شهود من الإناث (من ذوي الخلفية الدينية النظيفة، أي من المعروف أنهم مسلمون تقاة)، بشرط الشهادة على رؤية فعل الإيلاج بين المشتبه بهم. تتمثل عقوبة عدم التمكن من توفير العدد المطلوب من الشهود بعد اتهام المتهمين بثمانون جلدة بالسُّوط.
يُتاح للزوجين فرصة طلب العفو إلى الله قبل تنفيذ العقوبة. لكن في عكس ذلك، يُعاقب كل منهما. وفي حال كانا متزوجان، فتتم معاقبتهما بالرّجم حتى الموت. لكن في حال كان أحدهما فقط متزوجًا، يتم رجمه حتى الموت، والآخر يُعاقب بمئة جلدة. يُعتبر العقاب الشديد هذا بمثابة رادع للمجتمع عن الانخراط في مثل هذه العلاقات، لأن الجنس خارج إطار الزواج يُعدّ خطيئة رئيسية في الإسلام. يُؤخذ بعين الاعتبار أيضًا أن ألم العقوبة يساعد في التقليل من عقوبة الآخرة.

#### المثلية الجنسية
تعتبر المدارس الفكرية الإسلامية التقليدية القائمة على القرآن والحديث النبوي أن المثلية الجنسية خطيئة. في معظم البلدان المسلمة، تُعتبر المثلية الجنسية غير قانونية، وفي أفغانستان وإيران وموريتانيا ونيجيريا والمملكة العربية السعودية والصومال والسودان واليمن، يعاقب على الأفعال الجنسية المثلية بالإعدام. تعارض الكثير من البلدان المسلمة حقوق مجتمع الميم باستثناء ألبانيا وسيراليون وموزمبيق. في ألبانيا وتركيا والبحرين والأردن ومالي، يُعتبر الاتصال الجنسي المثلي قانوني إذ ثمَّة بعض المناقشات حول إضفاء الشرعية على زواج المثليين في ألبانيا وموزمبيق.
بالإضافة إلى ذلك، فإن الوصاية والأدوار الجندرية وسيطرة الذكور على الحياة الجنسية للمرأة هي أيضًا أدوات تسمح بإنفاذ القواعد بين الجنسين.

### ختان الإناث
أظهرت الدراسات الاستقصائية، لا سيما في مالي وموريتانيا، اعتقادًا شائعًا بأن ختان الإناث يُعتبر واجبًا دينيًا. يناقش الباحث إسحاق غرونباوم أن ممارسي هذا الطقس لا يستطيعون التمييز بين الدين والعادات والعفة، ما يُصعّب جمع المعلومات الكاملة عن الموضوع. تعود أصول ختان الإناث في شمال شرق أفريقيا إلى ما قبل الإسلام، لكن هذه الممارسة أصبحت مرتبطة بالإسلام بسبب تركيز الدين على عفة المرأة وعزلها. ولا يوجد ذكر لذلك في القرآن، لكنها وردت بضعة مرات في (أحاديث محمد) على أنها مقبولة لكن ليست إجبارية، على الرغم من أنها تُعتبر إجبارية في المدرسة الشافعية لأهل السُّنة والجماعة. في عام 2007، قرر المجلس الأعلى لجامعة الأزهر للبحوث الإسلامية في القاهرة أن ختان الإناث ليس له «أساس في الشريعة الإسلامية الأساسية أو أي من أحكامها الجزئية».